# Anton Resen
Anton Resen, italijanski salezijanski duhovnik slovenskega rodu, * 1. maj 1905, Gorica, † 4. avgust 1992, Trst.
Rodil se je v družini trgovca s tekstilom Ferdinanda in gospodinje Jožefe Resen rojene Kapferer. Že kot gimnazijski dijak malega semenišča v Gorici je leta 1921 po bratovem zgledu in zaradi poklica vstopil k salezijancem, končal v Gorici bogoslovje in bil tu 30. maja 1931 posvečen v mašnika. Služboval je v Trentu (pokrajina Trento), velikem salezijanskem zavodu v kraju Este pri Padovi in Legnanu. Ko je leta 1943 začela delovati salezijanska župnija sv. Janeza Boska v Trstu, je v Trst prišel za spovednika in se tu posvetil predvsem slovenskim vernikom. Po letu 1945, ko so salezijanci vpeljali tudi slovensko bogoslužje, so Resnu naložili skrb zanjo. Resen se je dela lotil z veliko vnemo, iskal in obiskoval slovenske vernike in jih vabil k slovenskemu bogoslužju, prirejal razne akademije in kot velik ljubitelj glasbe in petja tudi razne glasbene nastope. S svojim delom si je pridobil velike zasluge za slovensko versko življenje v župniji sv. Janeza Boska.